# Microlyces bassa
Microlyces bassa är en fjärilsart som beskrevs av Claude Herbulot 1981. Microlyces bassa ingår i släktet Microlyces och familjen mätare. Inga underarter finns listade i Catalogue of Life.